# Reizen zonder John
Reizen zonder John. Op zoek naar Amerika is het reisverhaal van Geert Mak dat hij opschreef als navolger van de reis van Nobelprijswinnaar John Steinbeck.

## Geschiedenis
In zijn camper Rocinante vertrok Steinbeck op 23 september 1960 vanuit zijn woonplaats Sag Harbor op Long Island voor een rondreis door de Verenigde Staten. Via zijn geboorteplaats  Salinas aan de westkust stopt het reisverslag in New Orleans. 40 Staten zijn dan doorkruist. Zijn Franse poedel Charley gaat mee en is de naamgever van het boek dat in 1962 verscheen: Travels with Charley. Geert Mak laat de lezers weten aan de hand van gevonden dagboekaantekeningen dat zijn vrouw Elaine de helft van de tijd ook meereed.
Mak reisde in 2010 in een Jeep Liberty Steinbeck achterna. Hij werd vergezeld door zijn echtgenote. Onderweg schrok de auteur van de vele onmogelijkheden, die Travels with Charley bevat. Het boek leek meer op een roman dan op een correct reisverslag. Volgens zijn zoon John had vader John het hele boek dan ook uit zijn duim gezogen.
Mak geeft commentaar op de teksten van zijn voorganger 50 jaar eerder. Daarbij komt zijn eigen sociale, historische en politieke visie op het land aan bod: de Verenigde Staten. Over de opkomst en het verval van Main Street, de hoofdstraat van elk Amerikaans stadje waar er zaken werden gedaan. John Steinbeck maakte de trip destijds om zijn omgeving te bewijzen dat hij nog steeds een man was. Geert Mak ging hem vanaf zijn woonhuis in Sag Harbor achterna om het verhaal te kunnen schrijven, dat hij graag wilde schrijven.